# Брє (Айдовщина)
Брє (словен. Brje) — поселення на пагорбах на лівому березі річки Віпава в общині Айдовщина. Висота над рівнем моря: 167,3 м.